# آدریان دیاکونو
آدریان دیاکونو (رومانیایی: Adrian Diaconu؛ زادهٔ ۹ ژوئن ۱۹۷۸) بوکسور اهل رومانی بود.